# Fred VanVleet

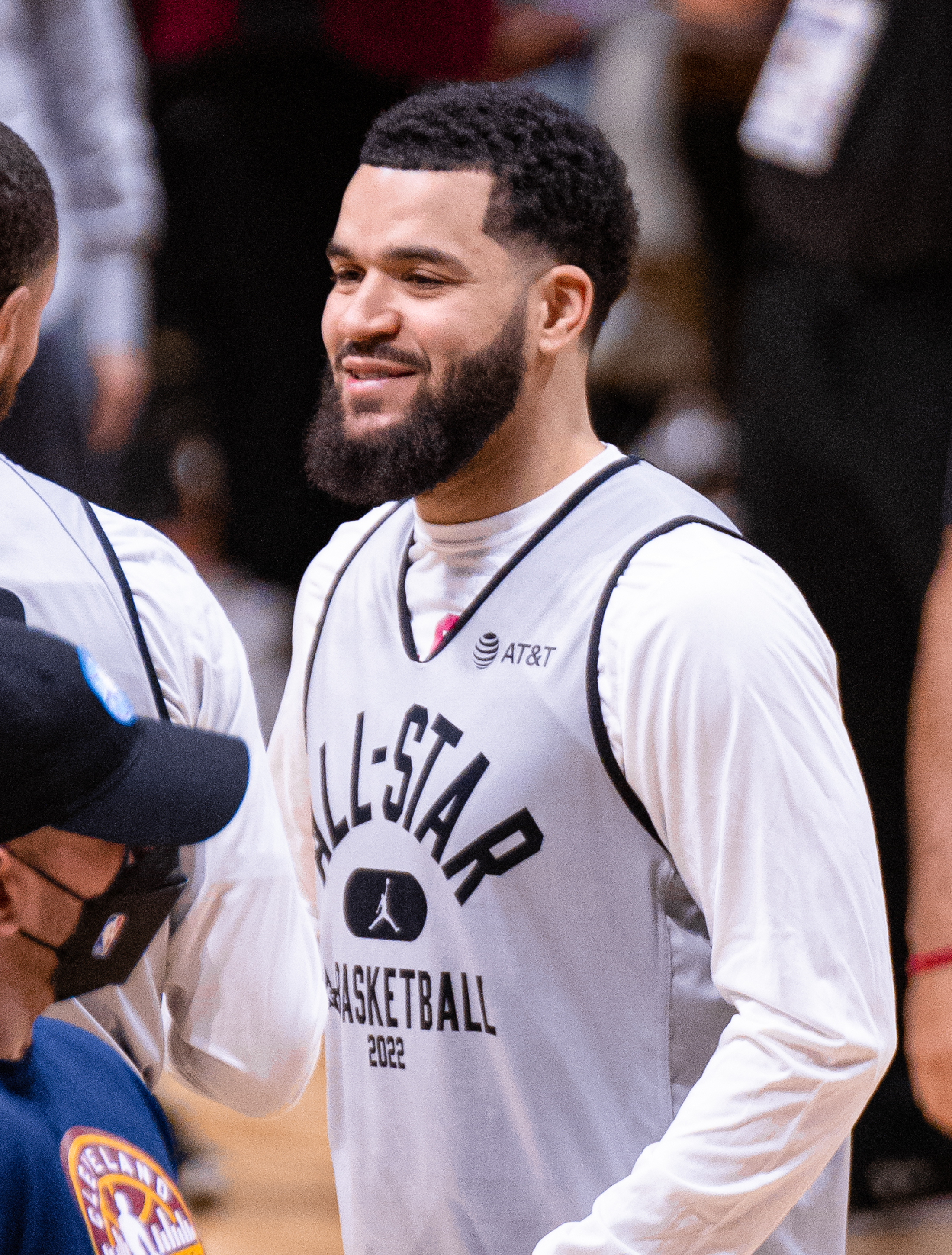
Fred VanVleet, 2022.

Fredderick Edmund VanVleet Sr., född 25 februari 1994 i Rockford i Illinois, är en amerikansk professionell basketspelare (PG) som spelar för Houston Rockets i National Basketball Association (NBA). Han har tidigare spelat för Toronto Raptors.
VanVleet var med och vinna NBA-mästerskapet, tillsammans med Toronto Raptors, för säsongen 2019–2020.
Han blev aldrig NBA-draftad.
Innan VanVleet blev proffs studerade han vid Wichita State University och spelade för deras idrottsförening Wichita State Shockers.